# Emissionslinje
En emissionslinje är en ljus linje i ett spektrum av ljus från någon ljuskälla. Linjerna uppkommer genom att varje ämne i ljuskällan avger ljus med vissa specifika våglängder när elektronerna i ämnets atomer övergår från ett högre energitillstånd till ett lägre. 
Emissionslinjer förekommer exempelvis i ljus från vissa typer av astronomiska objekt, såsom emissionsnebulosor, gasmoln kring stjärnor och kvasarer.

Emissionslinjer i ett emissionsspektrum för järn